# Burza vrijednosnih papira
Burza vrijednosnih papira vrsta je burze koja brokerima i trgovcima dionicama, obveznicama i ostalim vrijednosnim papirima omogućuje trgovanje. Osim toga, pruža i pogodnosti za izdavanje i otkup ostalih financijskih instrumenata te sklapanje raznih financijskih poslova koji donose razne prinose. 

## Povijest
Burzama vrijednosnih papira bila su potrebna stoljeća kako bi se razvile do današnjeg oblika. Ideja dugovanja i potraživanja postoji još od pradavnih vremena, što svjedoče zapisi na glinenim pločicama koji potječu iz Mezopotamije, a govore o osnovnim oblicima kreditnih odnosa.
Ipak, znanstvenici se danas ne mogu točno složiti kada se po prvi put počelo trgovati dionicama. Jedni kao ključni događaj navode osnivanje Nizozemske istočnoindijske kompanije godine 1602., dok drugi ukazuju na neke događaje koji su se dogodili još i prije. Ekonomistica Ulrike Malmendier s kalifornijskog sveučilišta Berkley navodi kako je tržište dionica postojalo još u Starom Rimu.

### Stari vijek
U Rimskoj Republici, koja je postojala prije Carstva, postojale su tzv. societates publicarnorum, organizacije ugovaratelja i zakupnika koje su provodile projekte izgradnje hramova i druge poslove za državnu vladu. Jedan od takvih poslova bio je hranjenje gusaka na brežuljku Kapitol, kao zahvala životinjama što su upozorile na invaziju Gala 390. godine pr. Kr. (poznata je povijesna rečenica: „Guske su spaile Rim“). Sudionici u takvim organizacijama imali su ondje svoje udjele, a taj koncept puno je puta spomenuo i poznati rimski državnik i govornik Ciceron. Ciceron navodi kako su „ti udjeli tada imali visoku cijenu“. Ekonomistica Malmendier kao dokaz u prilog tvrdnji navodi da se tim udjelima trgovalo, a cijena im je ovisila o uspješnosti pojedine organizacije. Takve organizacije kasnije su uglavnom propale ili su njigove poslove preuzele državne službe.

### Srednji vijek
Što se tiče obveznica kao vrijednosnih papira, one su se pojavile znatno kasnije. Izdavali su ih talijanski gradovi-države tijekom prijelaza iz Srednjeg vijeka u razdoblje Renesanse.
Godine 1171. vlasti Mletačke Republike, zabrinute oko toga što je rat iscrpio državnu blagajnu, uzele su veliku pozajmicu od građanstva. Takav dug bio je zvan prestiti, a nosio je godišnji prinos u visini 5 posto glavnice i nije imao određen datum dospijeća. Iako su građani u početku imali sumnje prema cijelom konceptu, ti instrumenti su s vremenom postali cijenjeni i s njima se lako trgovalo. Bio je to početak tržišta obveznica. U razdoblju od 1262. do 1379. godine mletačke vlasti uredno su izvršavale svoje obveze, tako da su tadašnji oblici obveznica postali vrlo traženi i stekli su velik ugled na tržištu. S vremenom su i drugi gradovi-države, poput Firence i Genoe počeli izdavati svoje obveznice, uglavnom kako bi također financirali ratove koje su tada vodili. U Italiji je tako s vremenom počela trgovina obveznicama, a od trgovaca ističu se bankari, primjer je obitelj Medici.
Početkom 1380-ih godina rat između Mletačke Repulike i Genoe rezultirao je ukidanjem plaćanja kamate na „prestiti“, a kada je tržište kasnije obnovljeno, prinos koji je donosio udio u dugu bio je manji. Desetljećima nakon toga obveznicama Mletačke Republike trgovalo se po višestruko nižim cijenama. Kasnije se dogodilo još nekoliko događaja koji su potresli povjerenje u obveznice. Prvi je bio Stogodišnji rat, nakon kojeg su kraljevine Francuska i Engleska nametnule dugove talijanskim bankama. Drugi razlog bila je epidemija kuge (tzv. Crne smrti), koja je poharala veći dio Europe. 
Koncept poslovanja s dionicama također se razvijao postupno. Neki znanstvenici i povjesničari početke smještaju u Stari Rim. Kasnije, početkom 13. stoljeća u Italiji sporazumna partnerstva u poslu dijele vlasnički udio na više dijelova. Ipak, ti udjeli nalaze su u rukama samo nekolicine ljudi, a i imaju ograničeno trajanje. Klasičan primjer bila su putovnja trgovačkim brodovima.

### Novi vijek
Daljnji razvoj trgovine vrijednosnim papirima odvijao se sjevernije. Gradovi koji su bili članovi Hanze osnivali su računovodstvene kuće kako bi olakšali trgovinu. Naziv burza, koji je s vremenom pogrešno postao sinonim za burzu vrijednosnih papira potječe iz belgijskog grada Bruggea.
Krajem 16. stoljeća britanski trgovci eksperimentirali su za udruženjima koja su se sastojala od više dijelova, a obavljala su istu djelatnost. Sljedeći veliki korak bilo je osnivanje Nizozemske istočnoindijske kompanije, koja je prva na svijetu izdala dionice. Kompanijom su čvrsto upravljali direktori, tako da dioničari nisu imali prava kao što to imaju danas. Ipak, u razdoblju od 1602. do 1650. godine isplaćivana im je dividenda koja je nosila prinos od 16 posto godišnje. Do početka 1620-ih kompanija je počela izdavati i vlastite obveznice. Godine 1621. osnovana je i Nizozemska zapadnoindijska kompanija, koja je na tržište plasirala nove vrijednosne papire. Zahvaljujući tome, ali i velikoj potražnji za tulipanima, Amsterdam je postao financijsko središte, a sve više se trgovalo i drugim instrumentima, primjerice raznim ugovorima o izvršenju pojedinih poslova. Joseph de la Vega, poznati amsterdamski biznismen godine 1688. objavio je knjigu pod naslovom Confusion of Confusions, u kojoj u obliku razgovora između trgovca, dioničara i filozofa objašnjava tadašnje tržište vrijednosnih papira. 
Krajem 17. stoljeća zahvaljujući sve većem broju objavljenih knjiga i djela investicijske tehnike šire se u okolne zemlje, posebice Englesku. Tamošnji poduzetnici organiziraju prva dionička društva na engleskom teritoriju. Godine 1698. jedan od londonskih borkera imenom John Castaing ispred gostionice Johnatan's Coffee House počinje objavljivati cijene vrijednosnih papira kojima se trgovalo. Ovaj događaj označava početak londonske burze.

### Moderno doba
S vremenom su se burze i burzovno poslovanje širili diljem svijeta. Zadnju veliku promjenu doživljavaju otkrićem i uvođenjem Interneta. Dana 8. veljače godine 1971. u New Yorku je otvoren NASDAQ, prva svjetska elektronička burza vrijednosnih papira. Danas gotovo sve burze svijeta trgovanje vrijednosnim papirima obavljaju elektroničkim putem.

## Uloga i važnost burzi vrijednosnih papira
Uloga burzi očituje se na mnogim poljima, kao što su sljedeća:
- Prikupljanje kapitala za poslovanje – kompanijama je omogućeno da primarnom emisijom dionica prikupe kapital potreban za poslovanje.

- Mobiliziranje sredstava za štednju u sredstva za investicije – veliki i mali ulagači umjesto štednje novac ulažu u kupnju dionica, tako da se sredstva ne sakupljaju u obliku depozita već se investiraju u gospodarstvo.

- Omogućavanje rasta kompanijama – kompanije kupnjom dionica drugih kompanija rastu i razvijaju se.

- Podjela profita – pod uvjetom da kompanija posluje pozitivno, moguće je da dioničarima isplaćuje dividendu.

- Korporativno upravljanje – jer dionička društva imaju puno vlasnika, imaju veću moralnu obvezu da vodstvo kompanije posluje kvalitetno i da u poslovanje ulaže maksimum svojih mogućnosti.

- Otvaranje mogućnosti malim investitorima – mali investitori ulaganjem u dionice na burzi te njihovom kupnjom i prodajom mogu ostvariti velike zarade.

- Financiranje državnih tijela – države mogu izdavati obveznice u slučaju potrebe novca za ulaganje u investicije ili pokrivanje zaduživanja.

- Uloga barometra gospodarstva – rasploženje na burzi vrijednosnih papira uglavnom pokazuje i generalno stanje u gospodarstvu pojedine države

## Burzovna administracija

### Vlasništvo
Vlasništvo nad burzom vrijednosnih papira, kao i nad većinom ostalih vrsta burza imaju dioničari koji posjeduju dionice burze.

### Zahtjevi burze
Svaka burza propisuje određene zahtjeve koje kompanija koja želi kotirati na burzi mora ispuniti. Takvi uvjeti ponekad primjerice uključuju minimaln broj dionica uvrštenih u kotaciju ili minimalan godišnji prihod.

### Trgovanje i pravila trgovanja
Da bi se nekim vrijednosnim papirom na burzi moglo trgovati, on ondje mora kotirati. Uobičajeno je da na burzama postoji jedinstveno mjesto gdje su prikazani vrijednosni papiri koji kotiraju, iako se trgovanje danas odvija elektroničkim putem i nije važana geografska lokacija na kojoj se kupac ili prodavatelj nalaze. Trgovina se može odvijati samo između članova burze.
Početna, tj. prva ponuda nekih vrijednosnih papira naziva se primarna emisija i njome se trguje na tzv. primarnom tržištu. Za razliku od toga, svako daljnje trgovanje vrijednosnim papirima naziva se trgovinom na sekundarnom tržištu.
Uglavnom ne postoje pravila i zakonski propisi koji bi primorali neku tvrtku da izdaje nove dionice preko posredstva burze vrijednosnih papira, niti da svaka tvrtka mora sa svojim dionicama kotirati na burzi. Generalno, vrijednosnim papirima se trguje na dva načina: uobičajenim putem i OTC (Kratica za engleski „over the counter“, na hrvatskom jeziku „preko šaltera“) putem. Trgovina na oba načina je praktična i u oba slučaja bilježi rast, a burze vrijednosnih papira danas su jedan od činitelja globalizacije.

## Najveće svjetske burze vrijednosnih papira
Najveće svjetske burze vrijednosnih papira očekivano su smještene u najvećim žarištima svjetske ekonomije. One su redom : NYSE (New York), NASDAQ (New York), TSE (Tokio), LSE (London) i SSE (Šangaj). Ostale velike i dosta značajne svjetske burze vrijednosnih papira nalaze se u Hong Kongu, Torontu, Mumbaiju i São Paulu.

## Galerija slika
- Londonska burza.
- Tokijska burza.
- Honkonška burza
- Mumbajska burza.